# Almirante

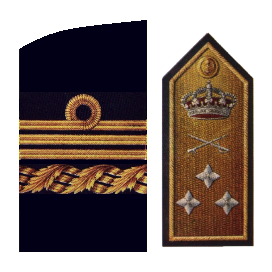
Divisas de almirante de la Armada Española

Almirante es un grado militar de la marina de guerra o armada que equivale al de teniente general.
Almirante es uno de los rangos más altos en algunas armadas. En las naciones de la Mancomunidad de Naciones y en los Estados Unidos, un almirante "pleno" equivale a un general de cuatro estrellas en el ejército o las fuerzas aéreas. El almirante tiene un rango superior al de vicealmirante e inferior al de almirante de la flota.

## Etimología
La palabra «almirante» viene del árabe ʾamīr ('comandante'), vocablo al que se le añade el término al-baḥr ('del mar'). Parece que fueron los sicilianos, en la encrucijada entre el mundo musulmán y cristiano, los que unieron los dos términos para quedar en almirante. La primera dignidad de almirante se crea por san Fernando y se decía almirante de Castilla, homólogo de «almirante de Aragón». Después Alfonso X la revistió de mayor poder y atribuciones. En el siglo XIII se nombra primer almirante de Castilla a Ramón Bonifaz.

Partidas (L. 3, tit. 24, p. 2). Almirante es dicho el que es caudillo de todos los que van en los navíos, para fazer guerra sobre mar: é ha tan gran poder quando vá en flota, que es asimismo hueste mayor, o otro armamiento menor, que se faze en lugar de cavalgada, como si el mesmo rey hi fuese.

Estas denominaciones evolucionaron a partir del árabe amīral (أمير الـ) - amīr (أمير) [ʔmjr], "comandante, príncipe, nobleza, señor o persona que manda o gobierna sobre varias personas", y al (الـ), artículo árabe que responde a "el". En árabe, almirante también se representa como Amīr al-Baḥr. (أمير البحر), donde al-Baḥr (البحر) significa el mar.
La edición de 1818 del A Dictionary of the English Language de Samuel Johnson, editado y revisado por el reverendo Henry John Todd, afirma que el término "se ha rastreado hasta el árabe emir o amir, señor o comandante, y la griego. ἄλιος, el mar, q. d. príncipe del mar. La palabra se escribe tanto con la d como sin ella, en otras lenguas, así como en la nuestra. Minsheu, en su Diccionario español, dice que 'almiralle es un rey en lengua árabe'. Amrayl es usado por Robert de Gloucester, en el sentido de príncipe, o gobernador."
Se ha confirmado que la cita del Dictionarie in Spanish and English (1599) de John Minsheu, dada en el Diccionario de Johnson, es exacta. Además, la definición de Amīr (أمير), que aparece en el Lexicón árabe-inglés de Edward William Lane, coincide, en parte, con la definición de Minsheu, afirmando que el término significa "alguien que tiene, ostenta o posee el mando; un comandante; un gobernador; un señor; un príncipe o rey. " 
Aunque existían otras palabras griegas de la época para indicar "perteneciente al mar", o "del mar", la ahora obsoleta ἄλιος mencionada en el Diccionario de Johnson se define expresamente como "del mar, Lat. marinus, epith. de dioses del mar, ninfas, etc."
Aunque existen múltiples significados para el árabe Amīr (أمير), el significado literal de la frase Amīr al-Baḥr (أمير البحر) es "príncipe del mar"." Esta posición, frente a la de "comandante del mar", queda demostrada por las prácticas legales imperantes en el Imperio otomano mientras que los fanariotas sólo podían optar a cuatro cargos principescos: gran dragomán, dragomán de la flota y voivoda de Moldavia y Valaquia. Los fanarios que alcanzaban la posición principesca de dragomán de la flota servían bajo el almirante otomano que tenía la administración de las islas del Egeo y la costa de Anatolia.
El reconocimiento moderno de la frase Amīr al-Baḥr (أمير البحر), que significa "príncipe del mar", incluye un discurso pronunciado en una ceremonia oficial de las militares estadounidenses realizada en un puerto árabe, y un artículo de prensa publicado por un medio de comunicación árabe: El 24 de mayo de 2012, en una ceremonia de cambio de mando a bordo del portaaviones USS Enterprise (CVN-65), mientras estaba atracado en el puerto Khalifa Bin Salman, Baréin, el general James Mattis, del Cuerpo de Marines de los Estados Unidos, comandante del Mando Central de los Estados Unidos, presentó al vicealmirante Mark I. Fox como "almirante Fox, el príncipe del mar, emir del mar - para traducir 'almirante' del árabe al inglés;" El 4 de febrero de 2021, en un anuncio de su fallecimiento debido al coronavirus, el sitio web de noticias árabe Saudi 24 News se refirió al almirante Edmond Chagoury con el título de "príncipe del mar". " 
Una etimología alternativa propone que el término almirante evolucionó, en cambio, a partir del título de Amīr al-Umarāʾ (أمير الأمراء). Bajo el reinado de la Dinastía búyida (934 a 1062) de Irak e Irán, el título de Amīr al-Umarāʾ, que significa príncipe de príncipes, pasó a denotar al heredero presuntivo, o príncipe heredero.
Esta etimología alternativa afirma que el término estaba en uso para los líderes navales greco-árabes (por ejemplo, Christodulus) en la cultura normando-árabe-bizantina de la Sicilia normanda, que anteriormente había sido gobernada por árabes, al menos a principios del siglo XI. Durante esta época, el normando Roger II de Sicilia (1095-1154) contrató a un cristiano griego, conocido como Jorge de Antioquía, que anteriormente había servido como comandante naval para varios gobernantes musulmanes del norte de África. Roger apodó a Jorge a la manera del califato abbasí como Amir de los emires, o Amīr al-Umarāʾ, título que se latinizó en el siglo XIII como ammiratus ammiratorum.
Los sicilianos y más tarde los ginebrinos tomaron las dos primeras partes del término de sus oponentes de la Corona de Aragón y las usaron como una sola palabra, amiral. . La armada francesa dio a sus comandantes de mar títulos similares mientras que en portugués y español la palabra cambió a almirante. A medida que la palabra fue utilizada por personas que hablaban latín u otras lenguas basadas en el latín, ganó la "d" y sufrió una serie de diferentes terminaciones y grafías que llevaron a la grafía inglesa admyrall en el siglo XIV y a admiral en inglés (almirante) en el siglo XVI.

## Historia
En España, Fernando III fue quien creó esta dignidad y después Alfonso X el Sabio la revistió con mayor poder y atribuciones. Al principio se nombraron dos almirantes, uno de Castilla y otro de Andalucía: el primero tenía a su cargo la armada de navíos mancos o solamente veleros y sin remos y gozaba de toda la jurisdicción en las costas de Castilla, Asturias y Galicia. El segundo era igualmente capitán general de las galeras como de otros navíos de remo y ejercía su jurisdicción en toda la extensión de las costas de Andalucía y Murcia. Permanecieron ambos hasta el tiempo de Fernando IV según unos o de Alfonso XI según otros y después quedaron reducidos a uno solo. Hubo muchos almirantes que solo gozaron lo honorífico del empleo y el último fue Juan Tomás Enríquez de Cabrera y Ponce de León, que falleció el 20 de junio de 1705.
Restableció esta dignidad Felipe V en favor de su hijo el infante don Felipe, pero no pudiendo este desempeñarla por hallarse ausente en los estados de Parma, Plasencia y Guastalla, declaró Fernando VI que dejaba de proveerla por entonces y permaneció suspensa efectivamente hasta que en real cédula de 7 de febrero de 1807 se sirvió conferirla Carlos IV a Manuel de Godoy. No estuvo en pie por espacio de mucho tiempo; pero Fernando VII volvió a resucitarla en decreto de 25 de julio de 1814 a favor de su tío el infante Antonio Pascual de Borbón y mediante otro decreto de 22 de diciembre de 1818 decidió suprimirla.

## Uso
En sentido amplio, es el término empleado para designar a los oficiales generales en la mayoría de las armadas. En sentido estricto, es el empleo equivalente al de teniente general de los Ejércitos de Tierra y Aire.
Durante la Segunda Guerra Mundial, en Alemania, existían los grados de almirante general (Generaladmiral) y de gran almirante (Grossadmiral).

### Argentina
En orden jerárquico creciente son:
- Contraalmirante (OF-7)
- Vicealmirante (OF-8)
- Almirante (OF-9) (este grado está reservado para el jefe del Estado Mayor General de la Armada, así como para el oficial naval que haya sido designado Jefe del Estado Mayor Conjunto de las Fuerzas Armadas o comandante operacional de las Fuerzas Armadas).

### Chile
En orden creciente son:
- Comodoro (OF-6) (grado honorífico que pertenece al Almirantazgo)
- Contraalmirante (OF-7)
- Vicealmirante (OF-8)
- Almirante (OF-9) (hay uno: el comandante en jefe de la Armada de Chile).

### Colombia
De menor a mayor jerarquía:
- Contraalmirante (OF-7) (dos rosas de los vientos)
- Vicealmirante (OF-8) (tres rosas de los vientos)
- Almirante (OF-9) (cuatro rosas de los vientos).

### República Dominicana
Los rangos del Almirantazgo, de menor a mayor, son:
- Contraalmirante (una estrella: debajo del escudo nacional)
- Vicealmirante (dos estrellas: una en el lado izquierdo y otra en el lado derecho, del escudo nacional )
- Almirante (tres estrellas: una debajo, otra en lado izquierdo y otra en el lado derecho, del escudo nacional), es el máximo rango de la Armada Dominicana y es ocupado, de manera transitoria, si el oficial superior que dirige el Ministerio de Defensa, pertenece a la Armada.

### Ecuador
Los grados son, en orden ascendente:
- Contraalmirante (OF-7) (dos estrellas)
- Vicealmirante (OF-8) (tres estrellas)
- Almirante (OF-9) (cuatro estrellas).

### España
Su divisa es un entorchado (que indica el almirantazgo) bajo tres galones dorados (que indican el rango del almirante), el galón superior formando una coca. En las palas, que son de color dorado, el grado se representa por un bastón de mando y un sable cruzados (símbolo tradicional del generalato) sobre tres estrellas de cuatro puntas y sobre el conjunto, una corona real.
Los grados son, de menor a mayor:
- Contralmirante (OF-6)
- Vicealmirante (OF-7)
- Almirante (OF-8)
- Almirante general (OF-9). Reciben este empleo, los nombrados jefe de Estado Mayor de la Defensa (JEMAD) o almirante jefe de Estado Mayor de la Armada (AJEMA).
- Capitán general de la Armada. (OF-10). Únicamente con valor protocolario y ostentado en exclusiva por el rey de España.

### Estados Unidos
Los grados son:
- Contraalmirante de grado inferior (OF-6) Rear Admiral (lower half)
- Contraalmirante (OF-7) Rear Admiral
- Vicealmirante (OF-8) Vice Admiral
- Almirante (OF-9) Admiral
- Almirante de Flota (OF-10) (Fleet Admiral). Grado honorífico, utilizado solo en tiempos de guerra

### Francia
Hay cinco grados de almirantes: 
- Contraalmirante (OF-6) (Contre-amiral)
- Vicealmirante (OF-7) (Vice-amiral)
- Vicealmirante de escuadra (OF-8) (Vice-amiral d'escadre)
- Almirante (OF-9) (Amiral)
- Almirante de Francia (OF-10) (Amiral de France): es una dignidad del Estado, equivalente a mariscal de Francia.

Normalmente, el jefe de Estado Mayor y el inspector general de la Marina son los únicos almirantes en activo en la Marina de Guerra francesa.

### Países Bajos
Sus grados son:
- Comodoro (OF-6) (Commandeur)
- Contraalmirante (OF-7) (Schout bij nacht)
- Vicealmirante (OF-8) (Vice-admiraal)
- Teniente almirante (OF-9) (Luitenant-admiraal)
- Almirante (OF-10) (Admiraal), aunque este grado no se emplea actualmente en la Marina neerlandesa.

### Italia
Los grados de almirantes en Italia de menor a mayor escala jerárquica son:
- Contraalmirante (OF-6)
- Almirante de división (OF-7)
- Almirante de escuadra (OF-8)
- Almirante de escuadra con asignaciones especiales  (OF-9)[20]
- Almirante[21]

### México
Los grados de almirantes en México de menor a mayor escala jerárquica son:
- Contraalmirante (OF-6)
- Vicealmirante (OF-7)
- Almirante (OF-8)
- Almirante secretario de Marina (OF-9) – Armada de México.

Al presidente de México le pertenece el grado máximo tanto de la Marina como del Ejército y Fuerza Aérea Mexicanos, el cual es «comandante supremo de las Fuerzas Armadas de México» y por tanto su grado equivale a 5 estrellas.

### Perú
En orden creciente son:
- Contraalmirante (OF-7): 2 soles dorados y por encima un ancla dorada
- Vicealmirante (OF-8): 3 soles dorados y por encima un ancla dorada
- Almirante (OF-9): 4 soles dorados y por encima un ancla dorada. Podrían existir hasta tres almirantes al mismo tiempo: el ministro de Defensa, el jefe del Comando Conjunto de las Fuerzas Armadas y el comandante general de la Marina de Guerra del Perú.

### Reino Unido
Los grados son:
- Comodoro (OF-6) (Commodore)
- Contraalmirante (OF-7) (Rear Admiral)
- Vicealmirante (OF-8) (Vice Admiral)
- Almirante (OF-9) (Admiral)
- Almirante de la Flota (OF-10) (Admiral of the Fleet), actualmente utilizado solo por miembros de la familia real.

### Uruguay
Los grados son:
- Contraalmirante (OF-7)
- Vicealmirante (OF-8)
- Almirante (OF-9) (solo puede haber uno, siendo este el grado ostentado por el comandante en jefe de la Armada Nacional de la República Oriental del Uruguay).

### Venezuela
Los grados son:
- Contraalmirante (OF-6)
- Vicealmirante (OF-7)
- Almirante (OF-8)
- Almirante en jefe (OF-9) (solo puede haber uno, tomando el cargo de ministro del Poder Popular para la Defensa, o con el cargo de «comandante estratégico operacional (CEO) de la Fuerza Armada Nacional». En ambos casos es nombrado por el presidente de la República).